# Seznam měst v Surinamu
Toto je seznam měst v Surinamu.
Zdaleka největší aglomerací v Surinamu je Paramaribo, kde v srpnu 2004 žilo 492 829 obyvatel, což představuje asi 50% obyvatelstva celé země.
V následující tabulce jsou uvedena města nad 1 000 obyvatel, výsledky sčítání obyvatelstva z 1. ledna 2005 a distrikty, do nichž města náleží. Počet obyvatel se vztahuje na vlastní město bez předměstí. Města jsou seřazena podle velikosti.
| Města v Surinamu | Města v Surinamu | Města v Surinamu | Města v Surinamu |
| Pořadí           | Město            | Počet obyvatel   | Distrikt         |
| ---------------- | ---------------- | ---------------- | ---------------- |
| 1.               | Paramaribo       | 242 946          | Paramaribo       |
| 2.               | Lelydorp         | 15 576           | Wanica           |
| 3.               | Nieuw-Nickerie   | 13 410           | Nickerie         |
| 4.               | Moengo           | 7 345            | Marowijne        |
| 5.               | Meerzorg         | 6 590            | Commewijne       |
| 6.               | Nieuw-Amsterdam  | 4 935            | Commewijne       |
| 7.               | Marienburg       | 4 463            | Commewijne       |
| 8.               | Wageningen       | 6 000            | Nickerie         |
| 9.               | Albina           | 4 138            | Marowijne        |
| 10.              | Groningen        | 3 112            | Saramacca        |
| 11.              | Brownsweg        | 2 410            | Brokopondo       |
| 12.              | Brokopondo       | 2 072            | Brokopondo       |
| 13.              | Onverwacht       | 2 009            | Para             |
| 14.              | Totness          | 1 800            | Coronie          |